# サイシャンガ
サイシャンガ（満洲語: ᠰᠠᡞᡧᠠᠩᡤᠠ　転写：saišangga、賽尚阿、? - 1875年）は、清の大臣。字は鶴汀。
アルト氏（alut hala、阿魯特氏）。蒙古正藍旗人。文華殿大学士・首席軍機大臣となり、戸部を管理した。モンゴル語と満州語・漢語を対応させた『蒙文彙書（mongɣul üs üg-ün quriya=ɣsan bicig）』『蒙文晰義（mongɣol üsüg-ün zirum-i salɣaɣsan bicig）』の2つの辞典を編纂した。また西北の少数民族を統治するための行政法規である『欽定理藩院則例（hesei toktobuha tulergi golo be dasara jurgan i kooli hacin i bithe）』の編纂にも参与した。晩年には2度にわたって太平天国の乱を鎮圧するために欽差大臣として湖南省に派遣されたが、平定に失敗して免職された。後に功績で罪を償ったものとみなされ、副都統に昇進した。サイシャンガの子のチュンキ（崇綺）の娘は同治帝の皇后（孝哲毅皇后）となり、またサイシャンガの娘の一人は同治帝の妃（恭粛皇貴妃）となった。